# Martirio di san Pietro da Verona (Moroni)
Il martirio di san Pietro da Verona  è una pittura olio su tela realizzata da Giovan Battista Moroni conservata presso il Castello Sforzesco di Milano.

## Storia
La tavola era collocata nel chiesa Matris Domini di Bergamo  con altre tele. Il Tassi la elenca come lavoro del Moroni ma non di grande qualità. Quando la chiesa con l'occupazione francese fu soppressa fu tra le tele esposte sotto il portico del palazzo della Ragione con tutte quelle che venivano da chiese e corporazioni soppresse. La tavola inizialmente fu indicata come opera di ignoro La tavola fu poi conservata dal pittore Pietro Roncalli e venduta a Ignazio Valania che ne taglio la parte superiore, dividendola, per venderne una parte al conte Luigi Vailetti dove risulta fosse conservata fino al 1840, ma che le figlie cedettero alla famiglia Bonomi Cereda di Milano dove fu conservata fino al 1865. La tavola venne indicata come la parte centrale di un polittico smembrato e parte della pala d'altare della chiesa mariana. Fu proprio in questo periodo che la tavola fu unita alla cimasa raffigurante angeli restaurata da Alessandro Brisson, per essere venduta nel 1896 all'asta con tutta la collezione della famiglia Bonomi dalla Casa d'Aste A. Genolini. Nel 1901 passò nella pinacoteca del Museo artistico milanese, dono delle vedove Cereda, Redaelli e Noseda che nel 1901 ne fecero dono alla pinacoteca del castello Sforzesco.
L'attribuzione al Moroni non fu da tutti accettata; da alcuni considerata opera giovanile, anche se, per le sue caratteristiche artistiche, è databile 1560, nel periodo maturo del pittore.

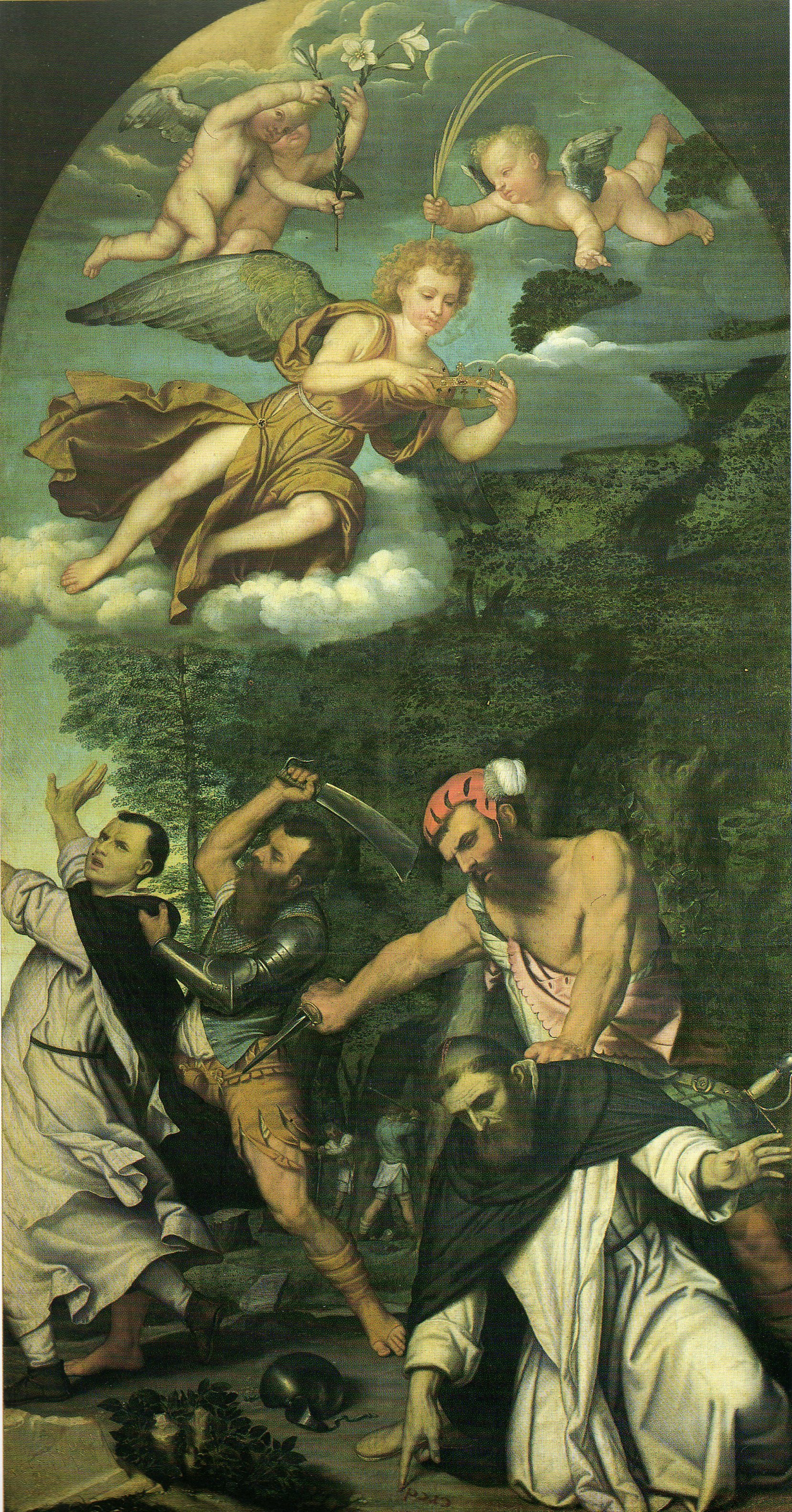
Martirio di san Pietro da Verona-Il Moretto

## Descrizione
La tela raffigura il martirio di san Pietro da Verona; il santo è dipinto negli abiti dell'ordine dei domenicani, genuflesso nell'atto di accettare il martirio confermando la sua fede nella scritta CREDO che traccia sulla sabbia con le gocce del suo sangue, mentre il suo aguzzino compie il gesto di colpirlo con una roncola o grande coltello sulla testa.
Lo stile pittorico porterebbe a considerare l'opera eseguita di poco precedente la pala d'altare di Parre per la sua maturità, l'artista infatti iniziata ad abbandonare quell'impostazione fortemente manieristica. L'opera è molto plastica, il domenicano raffigurato sul lato destro della tela, compie l'atto di fuggire, viene presentato nell'atto di torsione del dorso tanto da creare con l'abito una ruota. Centrale però è l'esecutore del martirio, diventando nella veste arancio accesa, il protagonista della tela, lasciando al domenicano una immagine di concentrata serenità. Sulla parte superiore il Moroni raffigura due angeli, uno con la palma del martirio, e uno con la corona, indicando che il cielo era pronto ad accogliere il martire. Il dipinto è una rivisitazione dell'omonio lavoro del Moretto, suo maestro, e del Tiziano la disposizione del racconto è molto simile, farà infatti molta fatica il Moroni ad abbandonare la scuola bresciana e veneta.